# Roberto Cherro
Roberto Eugenio Cerro (23. února 1907, Buenos Aires – 11. října 1965, Quilmes), známý jako Roberto Cherro, byl argentinský fotbalista.
Hrál na postu útočníka, především za Bocu Juniors. Hrál na OH 1928 a MS 1930.

## Hráčská kariéra
Roberto Cherro se ve skutečnosti jmenoval Roberto Cerro a byl italského původu, jeho jméno se tedy vyslovovalo "čero" a ve fotbale je znám pod španělským zápisem se stejnou výslovností.
Hrál na postu útočníka za Sportivo Barracas, Quilmes, Ferro Carril Oeste a Bocu Juniors. S 236 góly je historicky 5. nejlepším střelcem 1. argentinské ligy a s 215 góly je historicky nejlepším střelcem Bocy Juniors v 1. argentinské lize.
Za Argentinu hrál 16 zápasů a dal 13 gólů. Hrál na OH 1928 a MS 1930.

## Úspěchy
Boca Juniors
- Primera División (5): 1926, 1930, 1931, 1934, 1935

Sportivo Barracas
- Primera División (1): 1932 AFAP (amatérské)

Argentina
- 2. místo na mistrovství světa: 1930
- 2. místo na olympijských hrách: 1928
- Mistrovství Jižní Ameriky (2): 1929, 1937

Individuální
- Král střelců argentinské ligy (3): 1926 (22 gólů), 1928 (32 gólů), 1930 (37 gólů)